# Никита Вершинин (опера)
«Никита Вершинин» — опера в 4 действиях, 8 картинах по мотивам повести Вс. Иванова «Бронепоезд 14-69». Музыка Д. Кабалевского, либретто С. Ценина.

## История
29 ноября 1955 года в Большом театре состоялась первая постановка оперы «Никита Вершинин» по мотивам повести Вс. Иванова «Бронепоезд 14-69». Дирижер А. Мелик-Пашаев, балетмейстер В. Вайнонен, хормейстеры И. Лицвенко, М. Шорин, А. Хазанов, художник В. Рындин, режиссер Л. Баратов.
Композитор старался создать народную музыкальную драму, главной темой которой была бы революция и народ.
3 мая 1956 года опера была показана в Таллине.
Спектакль демонстрировался публике 12 раз, последний раз был показан 18 января 1958 года.
В пьесе Син Би-у ложится на рельсы, чтобы преградить дорогу поезду, а в опере это делает целый отряд. В оперу не включен Васька Окорок и сцена с пленным американцем.

## Действующие лица
- Никита Вершинин — А. Кривченя
- Настасья, его жена — В. Борисенко
- Катя, их дочь — И. Масленникова
- Пеклеванов — М. Киселев
- Маша, его жена — К. Леонова
- Знобов — В. Ивановский
- Син Би-у — С. Лемешев
- Парфеныч — В. Тютюнник
- Андрей — П. Чекин
- Капитан Незеласов — Г. Нэлепп
- Прапорщик Обаб — А. Гелева
- Митрич — П. Селиванов
- Первый патрульный — А. Хоссон
- Второй патрульный — С. Колтыпин
- Первый командир — Ф.Годовкин
- Второй командир — М. Сказин
- Третий командир — Л. Маслов[1]
- Прохор — В. Нечипайло
- Матрос — А. Назаров
- Японский офицер — Ф. Пархоменко
- Связной — И. Хапов
- Танцы — И. Балиева, А. Богуславская, М. Клейманова, Г. Кузнецова, М. Борисов, М. Камалетдинов, Н. Бочарников, И. Перегудов, Г. Ситников[3]

## Либретто
Белогвардейцы и японцы убивают жену Никиты Вершинина и его ребенка. С этого момента Вершинин становится бойцом, к чему раньше и взывал Пеклеванов.
В доме Никиты собираются люди, которые с интересом слушают рассказ матроса Знобова о том, что происходит в городе. Пеклеванов руководит подготовкой к восстанию против белогвардейцев. Китаец Син Би-У пришел к русским в поиске товарищей и друзей. Отряд Вершинина захватывает белогвардейский бронепоезд, который направляется в город. В здании депо расположились вооруженные рабочие отряды, готовые к бою. Им на подмогу приходит отряд Вершинина.